# Чжоукоу
Чжоуко́у (кит. упр. 周口, пиньинь Zhōukǒu) — городской округ в провинции Хэнань КНР. Название является сокращением от названия посёлка Чжоуцзякоу, существовавшего в этих местах при империях Мин и Цин, а также при Китайской республике.

## История
В античные времена в этих местах находилась столица царства Чэнь. В 479 году до н. э. Чэнь было аннексировано царством Чу. В 278 году до н. э. царство Цинь захватило большой кусок территории на западе Чу, на котором находилась столица царства, и Чу было вынуждено перенести столицу в эти места.
После того, как царство Цинь объединило всю страну, создав первую в истории Китая централизованную империю, в этих местах был создан уезд Чэньсянь (陈县), а затем округ Чэньцзюнь (陈郡); в состав округа вошло 12 уездов.
В 209 году до н. э. произошло восстание под руководством Чэнь Шэ и У Гуана; восставшие объявили о восстановлении царства Чу и выбрали эти места в качестве его столицы.
В 196 году до н. э. округ Чэньцзюнь был переименован в округ Хуайян (淮阳郡), а затем был создан удел Хуайян (淮阳国).
В эпоху Троецарствия Цао Чжи в 232 году получил титул Чэньского князя (陈王), и ему были пожалованы эти земли.
Во времена империи Поздняя Чжоу была образована область Чэньчжоу (陈州), органы власти которой разместились в уезде Молин (秣陵县). При империи Суй областные власти переехали в уезд Ваньцю (宛丘县, современный район Хуайян), а земли уезда Молин вошли в состав уезда Сянчэн. При империи Мин был образован уезд Шэньцю. При империи Цин область Чэньчжоу в 1724 году получила статус «непосредственно управляемой» (то есть, стала подчиняться напрямую властям провинции, минуя промежуточное звено в виде управы), а в 1734 году была преобразована в Чэньчжоускую управу (陈州府). После Синьхайской революции в Китае была проведена реформа структуры административного деления, и в 1913 году области и управы были упразднены.
При империи Мин у слияния рек Цзялу и Шаинь начал развиваться посёлок Чжоуцзякоу (周家口镇), однако развитие железных дорог в конце империи Цин снизило значение речного транспорта.
В 1938 году во время японо-китайской войны гоминьдановское правительство ради создания препятствия для наступления японских войск приняло решение о разрушении дамб на Хуанхэ. Разлившаяся река на несколько лет сделала место, где находился посёлок Чжоуцзякоу, непригодным для жизни.
17 января 1948 года китайскими коммунистами было создано народное правительство Чжоукоу, ставшего отдельным городом.
В 1949 году был создан Специальный район Хуайян (淮阳专区), и эти земли вошли в его состав. 10 июня 1952 года Чжоукоу был понижен в статусе до посёлка, подчинённого уезду Шаншуй. В 1953 году Специальный район Хуайян был расформирован, а входившие в него административные единицы были разделены между Специальным районом Сюйчан (许昌专区) и Специальным районом Шанцю (商丘专区); Чжоукоу при этом вновь стал отдельным городом (в составе Специального района Сюйчан), но в 1958 году вновь был понижен в статусе и опять стал посёлком уезда Шаншуй.
15 июня 1965 года был создан Специальный район Чжоукоу (周口专区), власти которого разместились в посёлке Чжоукоу, остававшемся тем не менее подчинённым уезду Шаншуй. 25 ноября 1965 года посёлок Чжоукоу был подчинён напрямую органам управления Специального района Чжоукоу, выйдя из-под юрисдикции уезда Шаншуй. В 1969 году Специальный район Чжоукоу был переименован в Округ Чжоукоу (周口地区). 26 сентября 1980 году посёлок Чжоукоу был преобразован в городской уезд.
Постановлением Госсовета КНР от 8 июня 2000 года были расформированы округ Чжоукоу и городской уезд Чжоукоу, и образован городской округ Чжоукоу; бывший городской уезд Чжоукоу стал районом Чуаньхуэй в его составе.
В 2014 году уезд Луи был выведен из состава городского округа Чжоукоу и передан в непосредственное подчинение властям провинции Хэнань.
В 2019 году уезд Хуайян был преобразован в район городского подчинения.

## Административно-территориальное деление
Городской округ Чжоукоу делится на 2 района, 1 городской уезд, 6 уездов:
| Карта | #              | Статус    | Название | Иероглифы      | Пиньинь | Площадь (км²) | Население (2011) |
| ----- | -------------- | --------- | -------- | -------------- | ------- | ------------- | ---------------- |
|       |                |           |          |                |         |               |                  |
| 1     | Район          | Чуаньхуэй | 川汇区   | Chuānhuì qū    | 141     | 620 000       |                  |
| 2     | Городской уезд | Сянчэн    | 项城市   | Xiàngchéng shì | 1083    | 1 360 000     |                  |
| 3     | Уезд           | Фугоу     | 扶沟县   | Fúgōu xiàn     | 1163    | 770 000       |                  |
| 4     | Уезд           | Сихуа     | 西华县   | Xīhuá xiàn     | 1208    | 1 000 000     |                  |
| 5     | Уезд           | Шаншуй    | 商水县   | Shāngshuǐ xiàn | 1325    | 1 260 000     |                  |
| 6     | Уезд           | Шэньцю    | 沈丘县   | Shěnqiū xiàn   | 1082    | 1 360 000     |                  |
| 7     | Уезд           | Даньчэн   | 郸城县   | Dānchéng xiàn  | 1490    | 1 550 000     |                  |
| 8     | Район          | Хуайян    | 淮阳区   | Huáiyáng qū    | 1334    | 1 290 000     |                  |
| 9     | Уезд           | Тайкан    | 太康县   | Tàikāng xiàn   | 1761    | 1 560 000     |                  |